# عقعق أزرق سريلانكي
العَقْعَقُ الأزرق السريلانكي (الاسم العلمي: Urocissa ornata) هو أحد أفراد عائلة الغرابيات، الموجود حصريًا في سريلانكا. تتكيف هذه الأنواع مع الصيد في المظلة الكثيفة حيث تكون نشطة للغاية وذكية. طيرانها ضعيف إلى حد ما ونادراً ما يستخدم لقطع مسافات بعيدة. على الرغم من قدرة العقعق الأزرق في سريلانكا على التكيف مع وجود البشر، تصنف على أنها عرضة للانقراض، بسبب تجزئة وتدمير موطنها من الغابات الأولية الكثيفة في المنطقة الرطبة من جنوب سريلانكا.

## وصف
يقيس العقعق الأزرق في سريلانكا 42-47 سم في الطول، وهو أكبر من المينا ولكنه أصغر من الغراب، مع منقار قوي. ريشها أزرق لامع مع رأس وعنق وجناح بني محمر أو كستنائي. الذيل الأزرق طويل ومتدرج وله طرف أبيض. المنقار والساقين والقدمين وحلقة العين الخالية من الريش من هذا النوع كلها حمراء نابضة بالحياة. يشترك كل من الذكر والأنثى في هذا الوصف. اليافع من هذا النوع له ريش مشابه لريش البالغ ولكنه باهت بشكل عام مع حلقة عين بنية ودرجة رمادية لريشها الأزرق خاصة على جانبها السفلي. موسم انسلاخ طائر العقعق الأزرق في سريلانكا من أغسطس إلى نوفمبر.

## التصنيف

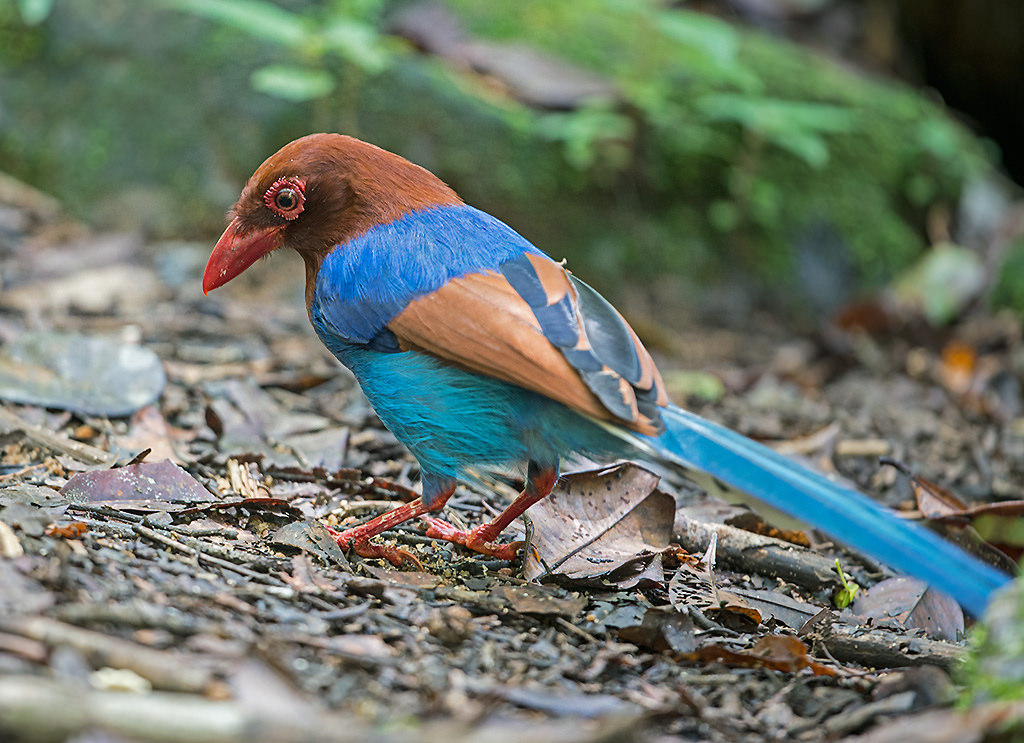
طائر العقعق الأزرق السيريلانكي

طائر العقعق الأزرق السيريلانكي هو عضو في رتبة الجواثم في عائلة الغربيات.
ينتمي هذا النوع إلى أوروسيسا وهو جنس من طيور العقعق في جنوب شرق آسيا، منها 5 أنواع معروفة إجمالاً. يتشاركون في سلف مشترك حديث مع جنس آخر من طيور العقعق الآسيوية سيسا. كل من أوروسيسا وسيسا من أجناس المنطقة الشرقية حيث نشأ تنوع أنواع الكورفيد. يتشاركون في سلف مشترك بعيد مع جايز وعقعق العالم الجديد.

## المواطن
هذا النوع مستوطن في سريلانكا حيث يوجد في غابة طويلة غير مضطربة في الجبال والتلال والأراضي المنخفضة المجاورة في المنطقة الرطبة. توجد من ارتفاعات تقل عن 150 إلى 2150 مترًا. لا يُرى غالبًا في الموائل المضطربة مثل الحدائق أو المزارع.
وجدت الدراسات الاستقصائية التي أجريت في الفترة 2004-2006 أن أفرادًا من هذا النوع في 38 بقعة غابات منفصلة محتواة في ستة مجمعات غابات ضمن نطاقها في المنطقة الرطبة في جنوب سري لانكا.

## سلوك
على الرغم من تجنب الموائل المزعجة للإنسان فإن العقعق الأزرق في سريلانكا يتسامح بل وينجذب إلى وجود البشر. استجابةً للمستويات المنخفضة والمتوسطة من الاضطرابات الترفيهية والمجموعات الصغيرة إلى المتوسطة الحجم من الزوار البشر زادت أعداد طيور العقعق الزرقاء في سريلانكا على عكس الطيور الأخرى. غالبًا ما لوحظت مجموعة من الأفراد تنتظر بالقرب من الممرات متوقعين أن تتغذى من قبل مجموعات من الزوار البشر.

### النطق
ينتج طائر العقعق الأزرق السيريلانكي مجموعة كبيرة ومتنوعة من الأصوات.
حدد ثلاثة عشر نوعًا مختلفًا من المكالمات الشائعة للعقعق الأزرق في سريلانكا بما في ذلك مكالمات التقليد. سجل الأفراد باستخدام نداءين من الطيور الجارحة بشكل متكرر عادةً أثناء مهاجمة حيوان مفترس (نداء Accipiter عالي النبرة ونداء الصقر-النسر الجبلي ( Nisaetus nipalensis kelaarti ). يتم محاكاة هذه المكالمات الجارحة من قبل الأنواع الأخرى التي تشغل نفس المنطقة الدرونجو الأكبر ذو الذيل المضرب ( Dicrurus paradiseus ) مما يعني أن هذه النداءات المفترسة المقلدة يمكن أن تكون بمثابة إشارات إنذار لأنواع متعددة.
طيور العقعق الزرقاء في سريلانكا لا تقلد فقط نداءات الحيوانات المفترسة. لقد تمت ملاحظتهم وهم يقلدون نداءات وأغاني الطيور الأخرى في أغانيهم الطويلة والمتقنة.

### الغذاء
تستخدم هذه الطيور أرجلها وأقدامها القوية لتتغذى، وقد لوحظت معلقة رأسًا على عقب وتمسك بفريستها بسهولة.
نظامهم الغذائي آكل اللحوم بشكل أساسي ويضم الحشرات والضفادع والسحالي الصغيرة ولكن من المعروف أنهم يستهلكون الفاكهة أيضًا، وتشير بعض الملاحظات إلى أنهم يفترسون أيضًا البيض أو صغار أنواع الطيور الأخرى. لوحظ وجود طيور العقعق الزرقاء في سريلانكا وهي تحك اليرقات المشعرة على الأغصان الطحلبية لإزالة الشعر المزعج قبل أكلها.

### التكاثر
طيور العقعق الزرقاء في سريلانكا أحادية الزواج وتستخدم التربية التعاونية لتربية صغارها. ويمكن رؤيتها في قطعان صغيرة تصل إلى سبعة طيور بينما يحتفظ كل طائر بمنطقة.
يبلغ طول جيل طائر العقعق الأزرق في سريلانكا 6.7 سنوات. يمتد موسم التكاثر من يناير إلى مارس وتوضع ثلاث إلى خمس بيضات بيضاء مغطاة بالبقع البنية في القابض. تبنى الأعشاش على شكل كوب فوق أشجار صغيرة ونحيلة. ومبطنة بمواد ناعمة مثل الأشنة.
كلا الجنسين يبني العش ويغذي النسل مع الأنثى فقط.

## حالة الحفظ
أُدرج العقعق الأزرق في سريلانكا على أنه ضعيف بسبب التجزئة والانخفاض المستمر في عدد السكان. تقدر الدراسات الاستقصائية التي أجريت في 2004-2006 عدد السكان بـ10181-19765 فردًا على الرغم من أن استراتيجية التكاثر الخاصة بهم من الزواج الأحادي والتكاثر التعاوني أدت إلى تقليل هذا التقدير إلى 9500-19500 فردًا إجمالاً لتعكس حجم السكان الفعال.
يتمثل التهديد الرئيسي لبقاء العقعق الأزرق في سريلانكا في فقدان الموائل بسبب إزالة الغابات للأراضي الزراعية والألغام وقطع الأشجار والاستيطان البشري. من المحتمل أن يؤدي وقف قطع الأشجار في المناطق الرطبة في عام 1990 بالإضافة إلى الحماية القانونية لهذا النوع في سري لانكا إلى إبطاء انخفاض أعدادها، لكن تلوث الهواء الذي يتسبب في تراجع الغابات واستخدام المبيدات الحيوية في بلد التلال لا يزال يهدد العقعق الأزرق السيريلانكي.
اقترحت أحد العوامل التي تمنع طائر العقعق الأزرق في سريلانكا من الانتقال إلى موطن مضطرب هو وجود طائر آخر وهو الكويل الآسيوي (Eudynamys scolopaceus) وهو طفيلي الحضنة.

## في الثقافة
في سريلانكا يُعرف هذا الطائر باسم කැහිබෙල්ලා (kehibella) في اللغة السنهالية. يظهر العقعق الأزرق على طابع بريد سريلانكي 10c، والذي كان مستخدمًا على نطاق واسع في الثمانينيات والتسعينيات.

## وصلات خارجية
- صحيفة وقائع حياة الطيور.
- ARKive - صور وأفلام سريلانكا العقعق (Urocissa Ornata)